# Sofiensäle

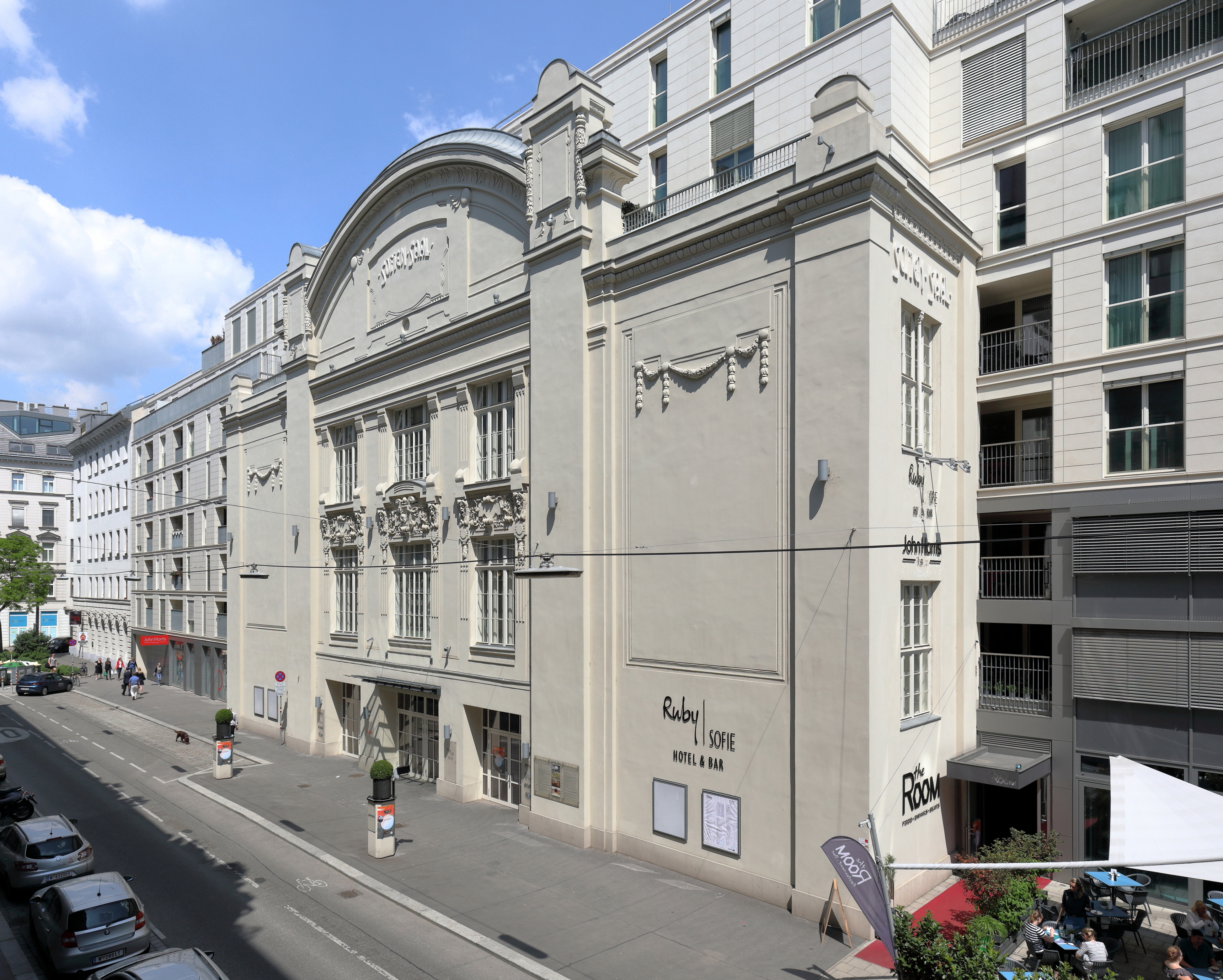
Die erhaltengebliebene Hauptfassade der ursprünglichen Sofiensäle und dahinter der Neubau

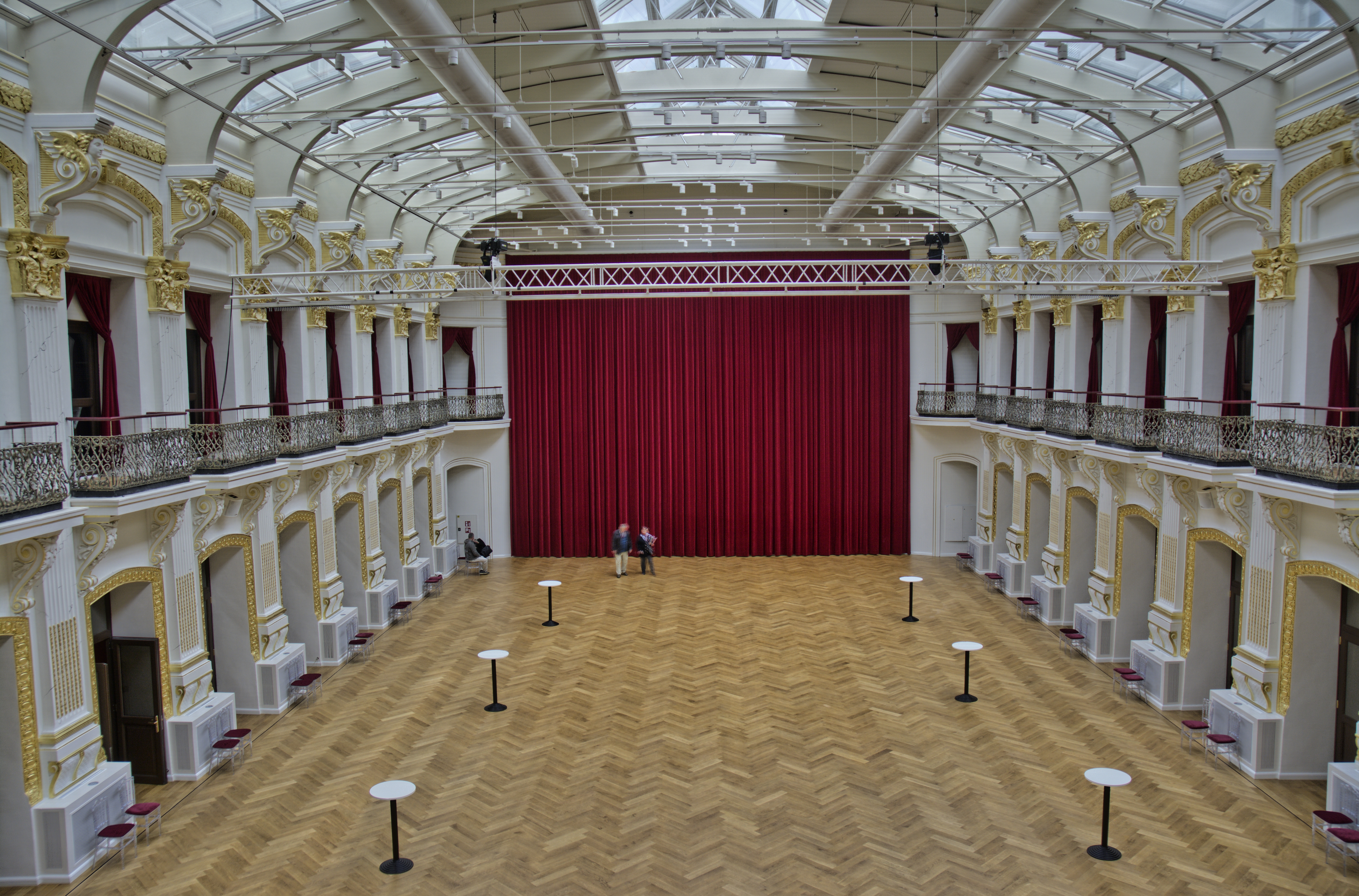
Sofiensäle, restaurierter Hauptsaal

Sofiensäle, auch Sophiensäle, ist der Name eines Wiener Gebäudes bzw. seiner Veranstaltungsräumlichkeiten in der Marxergasse 17 im 3. Bezirk, Landstraße. Die historische Bezeichnung war vor dem Zubau 1886 zumeist Sophienbad-Saal.
2001 brannten die Sofiensäle größtenteils ab. Es standen nur mehr die tragenden Mauern als Brandruine. Von 2011 bis 2013 wurden der historische Saal und das Hauptportal im secessionistischen Stil (beide unter Denkmalschutz stehend) restauriert, das den Saal umgebende Gebäude wurde als Wohnhaus und Hotel neu errichtet.

## Geschichte

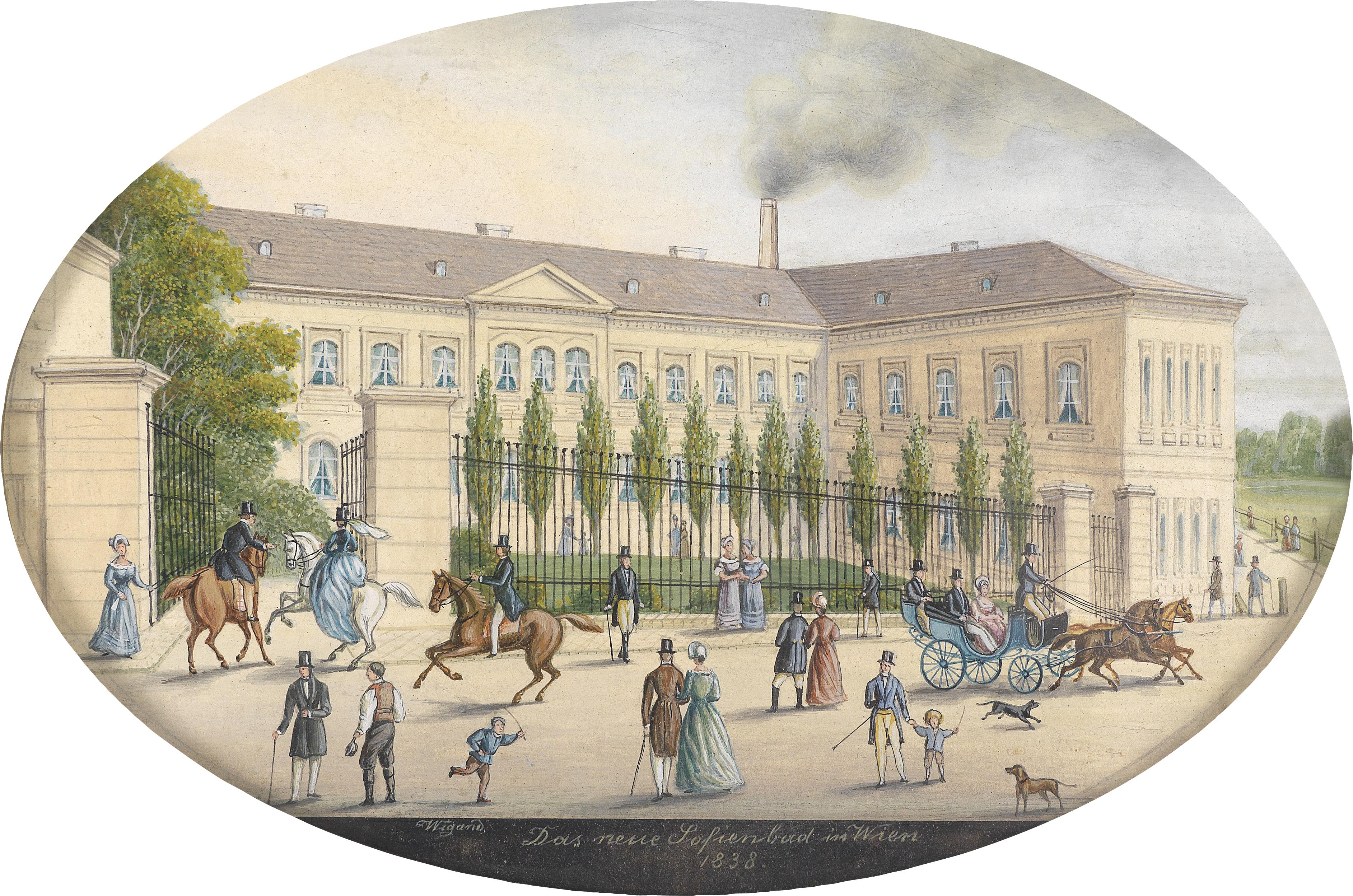
Balthasar Wigand: Sofienbad 1838

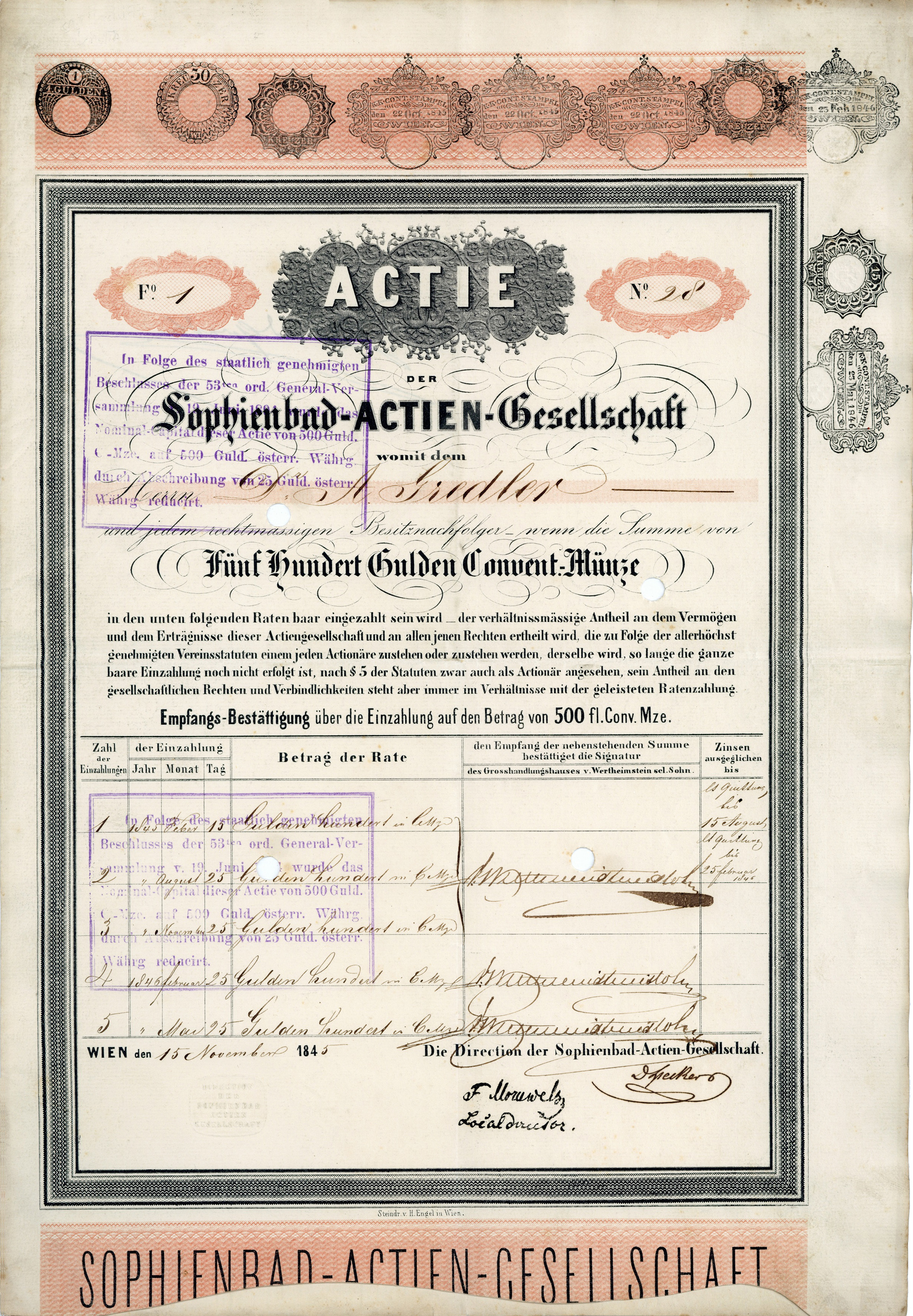
Gründungsaktie der Sophienbad-Actien-Gesellschaft über 500 Gulden, ausgegeben in Wien am 15. November 1845, eingetragen auf Dr. A. Gredler und mit seiner Unterschrift als Präsident. Franz Morawetz, Initiator der Gründung, unterschrieb die Aktie als Lokaldirektor.

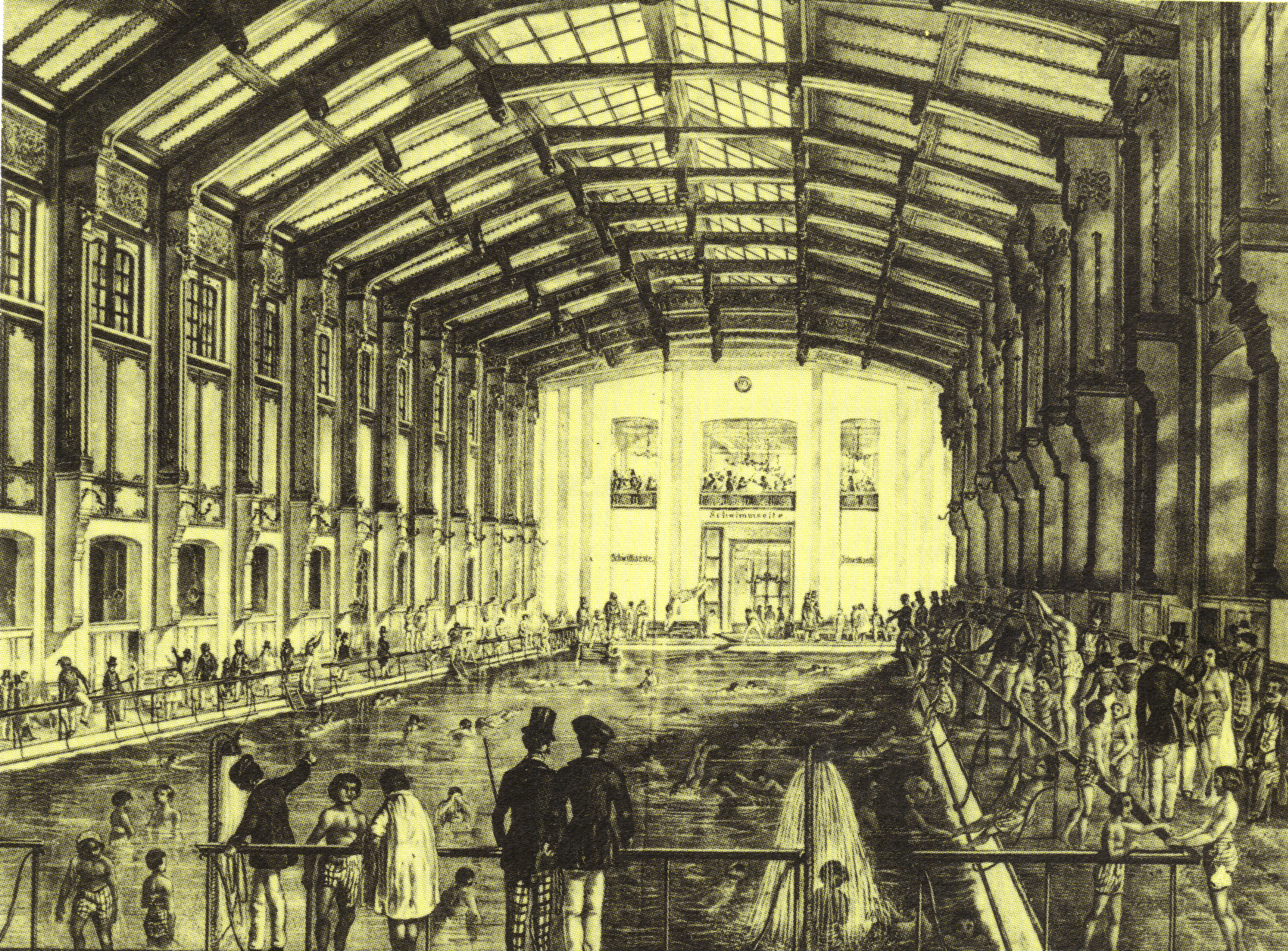
Sofienbad um 1850, Lithografie F. Kalivoda

### 19. Jahrhundert
1838 wurde unmittelbar links neben dem heutigen Standort der späteren Sofiensäle von Franz Morawetz (1789–1868) ein russisches Dampfbad errichtet. In den Jahren 1845–1847 wurde am heutigen Standort nach Plänen der Architekten Eduard van der Nüll und August Sicard von Sicardsburg eine Schwimmhalle errichtet, das Sophienbad.
Der große Saal des Sophienbads (13,6 × 38 m, damals das größte öffentliche Lokal in Wien) wurde im Sommer als Schwimmhalle und im Winter unter dem Namen Sophienbad-Saal als Tanz-, Konzert- und Versammlungssaal genutzt. Dazu wurde das Schwimmbecken mit Holzbrettern abgedeckt und erhielt durch den darunter befindlichen Hohlraum (Schwimmbecken) eine ausgezeichnete Akustik. Der Fassungsraum betrug nach Czeike bei Konzerten 2.000, bei Bällen 2.300 und bei Versammlungen 2.700 Personen.
Das Bad wurde nach Erzherzogin Sophie (1805–1872), der Schwägerin von Kaiser Ferdinand I. von Österreich und Mutter von Franz Joseph I., der am 2. Dezember 1848 die Regierung von ihm übernahm, benannt. Die Eröffnung des Sophienbad-Saales fand mit einem Fest-Ball zu Gunsten eines Kinderspitals am 12. Jänner 1848 statt. Es dirigierte Johann Strauss (Vater).
Vom 16. Jänner 1850 mit der Uraufführung des Walzers Frohsinns-Spenden (op. 73) bis zum 10. Februar 1896 mit der Uraufführung der Schnellpolka Klipp-Klapp (op. 465) nach Motiven seiner Operette Waldmeister hat Johann Strauss (Sohn) fast 100 seiner Werke – Walzer, Polkas und Quadrillen – im Sofiensaal aus der Taufe gehoben.
1870, 1886 und 1899 kam es zu Umbauten und Umgestaltungen. 1886 wurde links vom Haupthaus ein zweiter, kleinerer Saal dazugebaut, der später den Namen „Blauer Salon“ erhielt. Seit damals ist die Bezeichnung „Sofiensäle“ in Verwendung. 1898/1899 wurde von Architekt Ernst Gotthilf-Miskolczy die Hauptfassade im secessionistischen Stil neu errichtet.

### 20. Jahrhundert

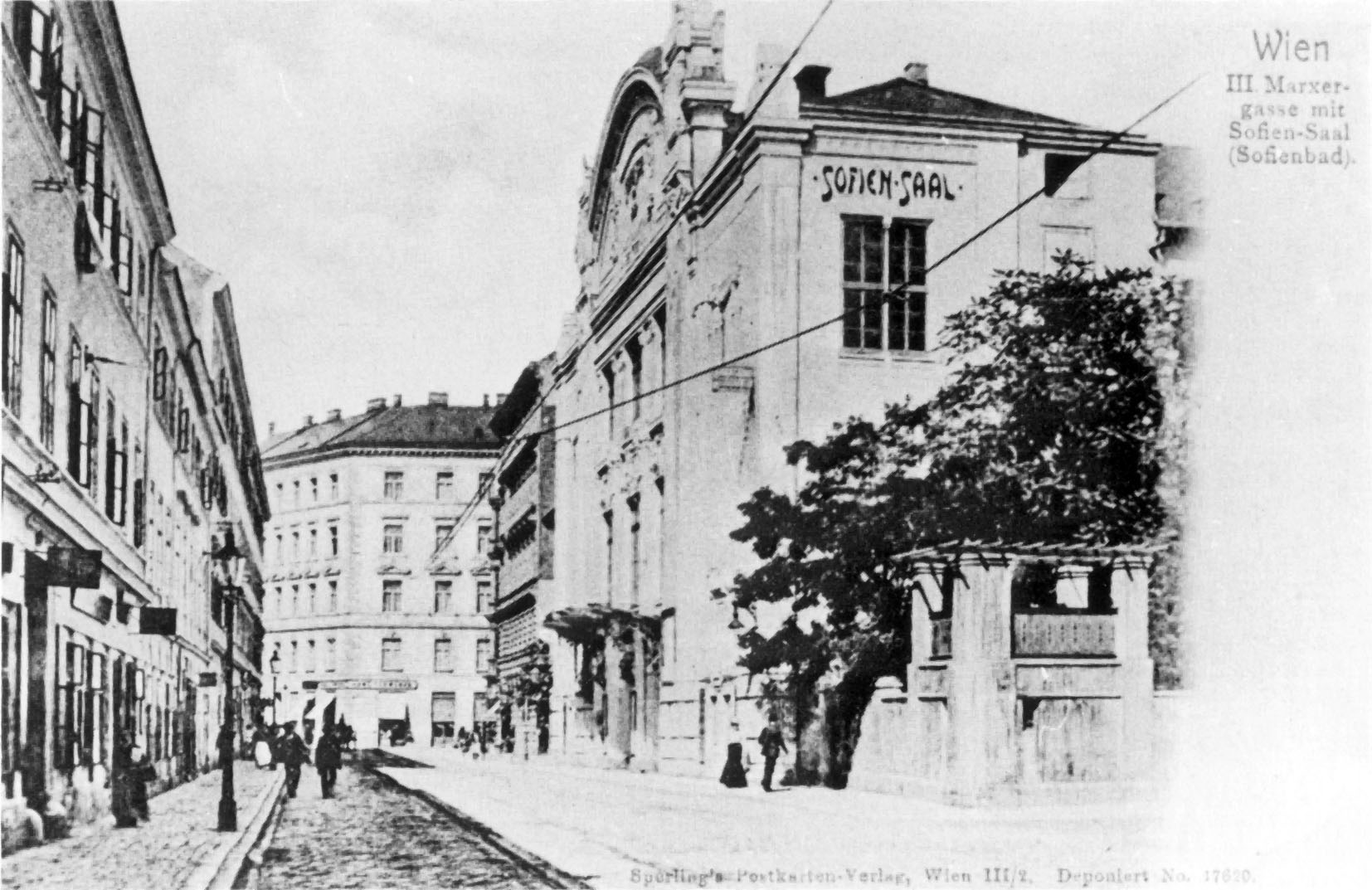
Blick entlang der Marxergasse auf die Sofiensäle, um 1900

Der Badebetrieb wurde 1909 eingestellt, das Tröpferlbad konnte mit den moderneren Badeanstalten und den zu der Zeit entstehenden Freibädern nicht mehr konkurrieren.
Am 22. März 1912 hielt Karl May acht Tage vor seinem Tod als Gast des Wiener Akademischen Verbands für Literatur und Musik in den Sofiensälen vor ca. 2.000 Zuhörern seinen letzten, über zwei Stunden dauernden, öffentlichen Vortrag, „Empor ins Reich der Edelmenschen“, eine seiner berühmtesten Reden. Im Publikum befinden sich unter anderem Georg Trakl, Karl Kraus, Heinrich Mann, Bertha von Suttner und Adolf Hitler.
In den Sofiensälen wurden im September 1913 unter dem Titel „Sprechender Film“ erstmals in Wien mit Sprechton begleitete Filme präsentiert (Edison Kinetophon und Gaumont-Vorführungen). Aus unterschiedlichen Gründen, etwa dem geringen Angebot auf dem Filmmarkt und Problemen mit der Synchronität von Bild und Ton, wurden diese Vorführungen bald wieder eingestellt.

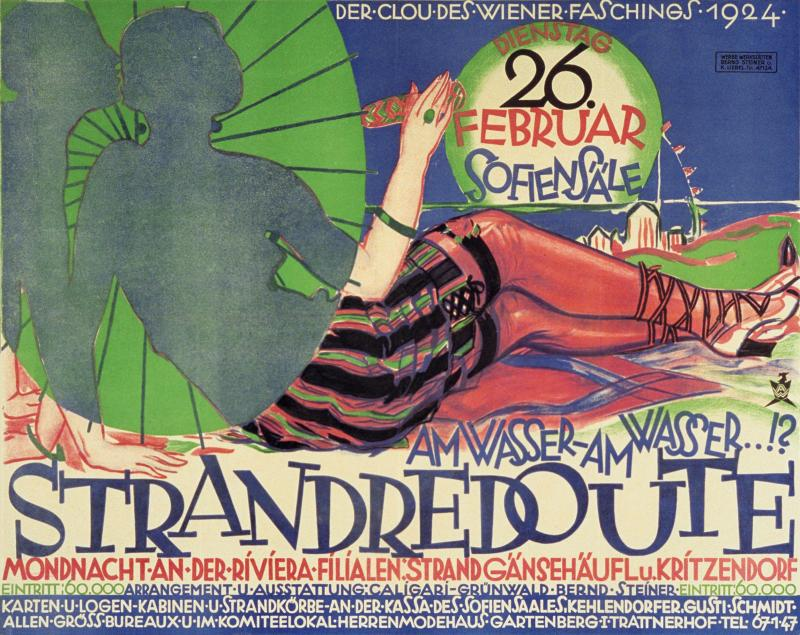
Bernd Steiner: Strandredoute (1924)

Die Sofiensäle sind aber auch mit dunklen Kapiteln der Wiener Geschichte verbunden: So wurde dort von Richard Suchenwirth in einer Versammlung am 4. Mai 1926 die NSDAP in Österreich gegründet. Ab 1938 wurden die Sofiensäle für zur Deportation bestimmte Juden als Sammelstelle verwendet.
Am 15. Juni 1946 fand hier die Wiener Erstaufführung der Operette Maske in Blau des Wiener Komponisten Fred Raymond statt, die 1937 in Berlin uraufgeführt worden war.
1948 wurde bei einer Restaurierung von Architekt Carl Appel die ursprüngliche Deckenkonstruktion freigelegt. Der Künstler Konrad Honold gestaltete die Wandflächen im Foyerbereich.
In den 1950er Jahren installierte der Schallplattenproduzent Decca in diesem Gebäude das modernste Aufnahmestudio Europas, in dem bis in die 1970er Jahre Aufnahmen etwa mit den Wiener Philharmonikern eingespielt wurden. Bis in die 1980er Jahre waren die Sofiensäle beliebter Veranstaltungsort für Bälle wie z. B. das traditionelle, jährlich stattfindende Elmayer-Kränzchen sowie für das ÖKISTA-Gschnas (ÖKISTA = Österreichisches Komitee für internationalen Studentenaustausch). In den 1990er Jahren wurden die Sofiensäle für Clubbings (z. B. Wickie, Slime & Paiper), Ausstellungen der Wiener Festwochen und diverse Veranstaltungen genützt.
Seit 1986 bestanden Pläne, die denkmalgeschützten Sofiensäle abzureißen und an ihrer Stelle ein Hotel zu errichten.

### 21. Jahrhundert

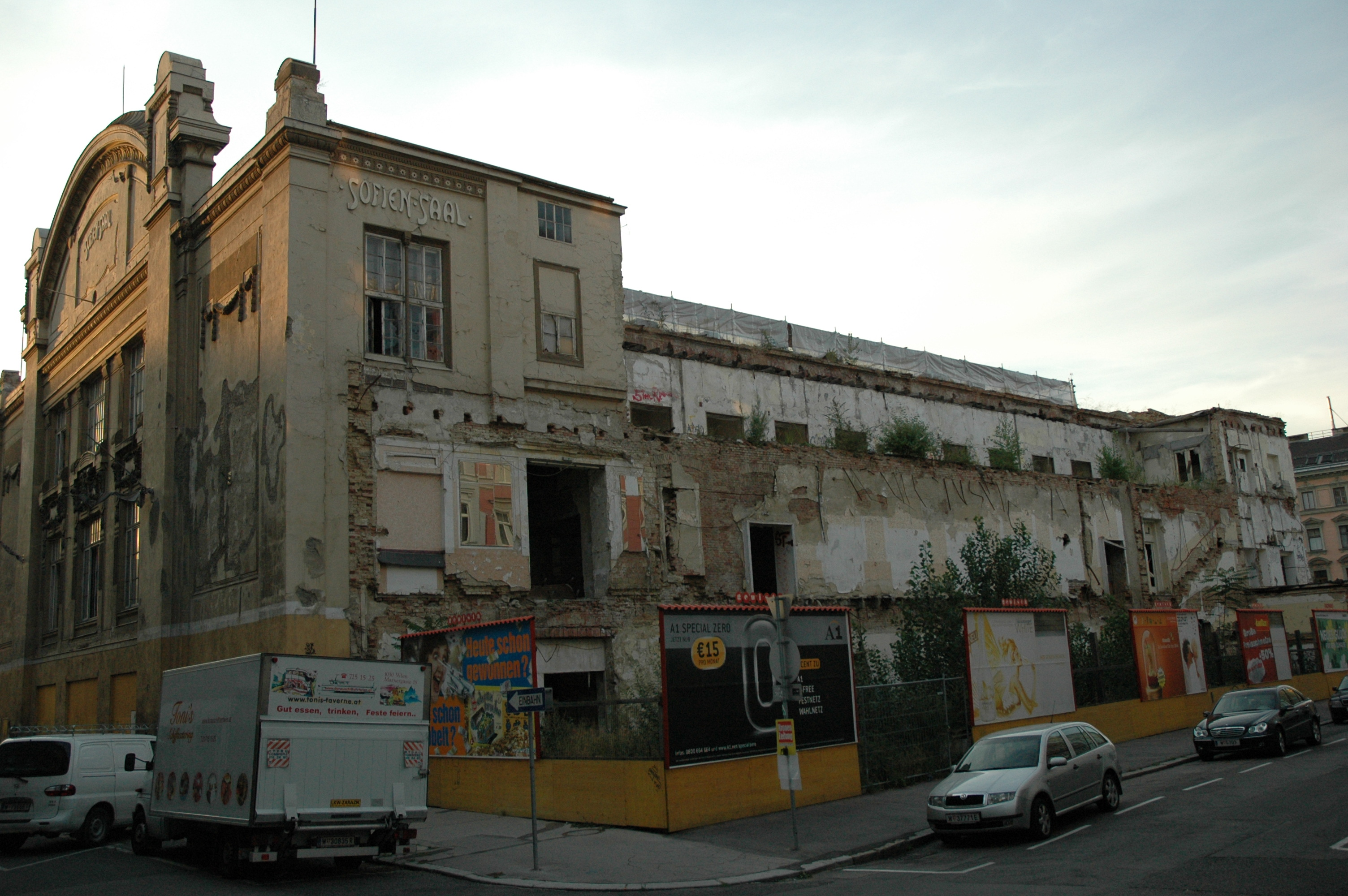
Seitenansicht der Ruine

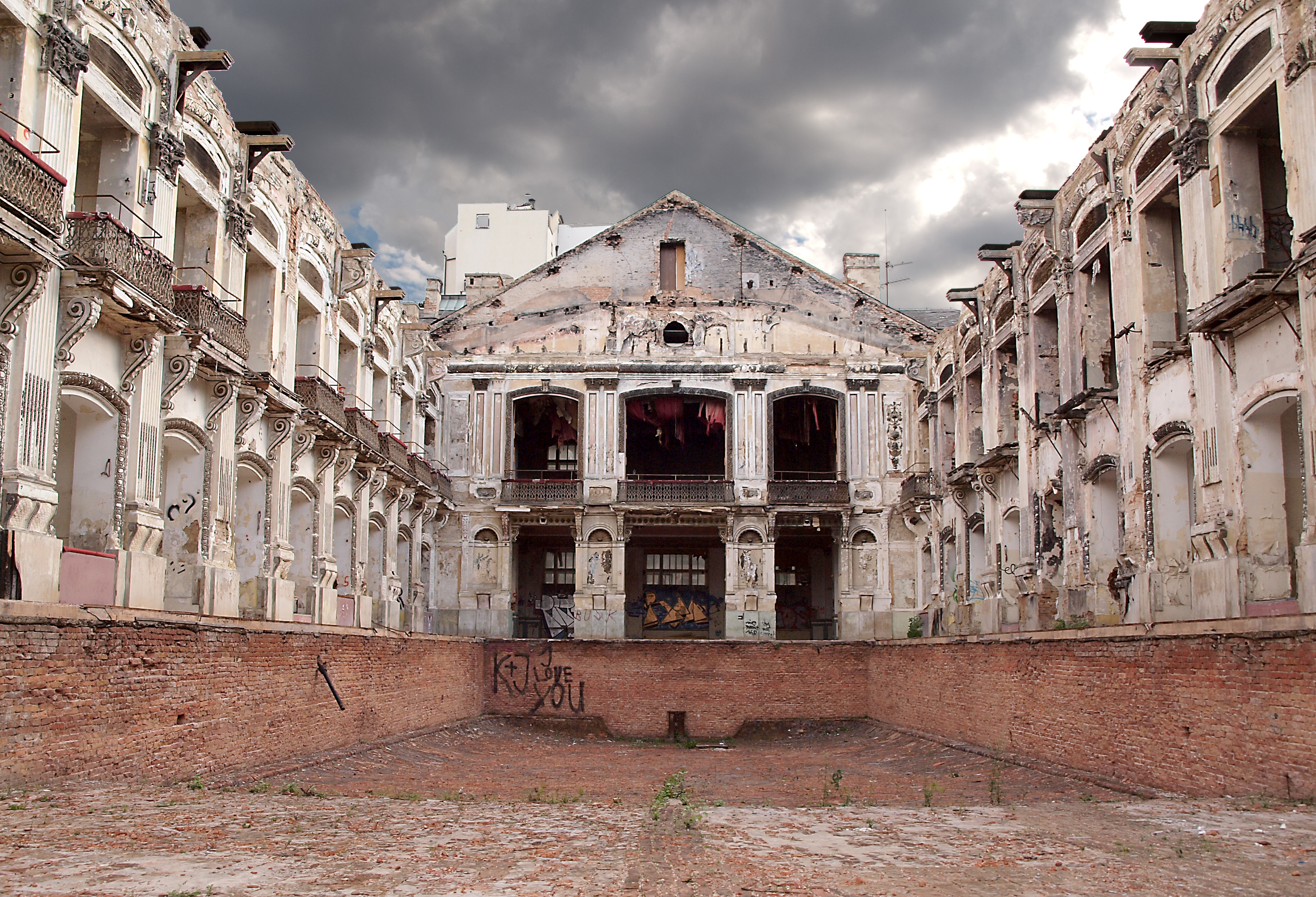
Sofiensäle, Bauruine (Rückseite)

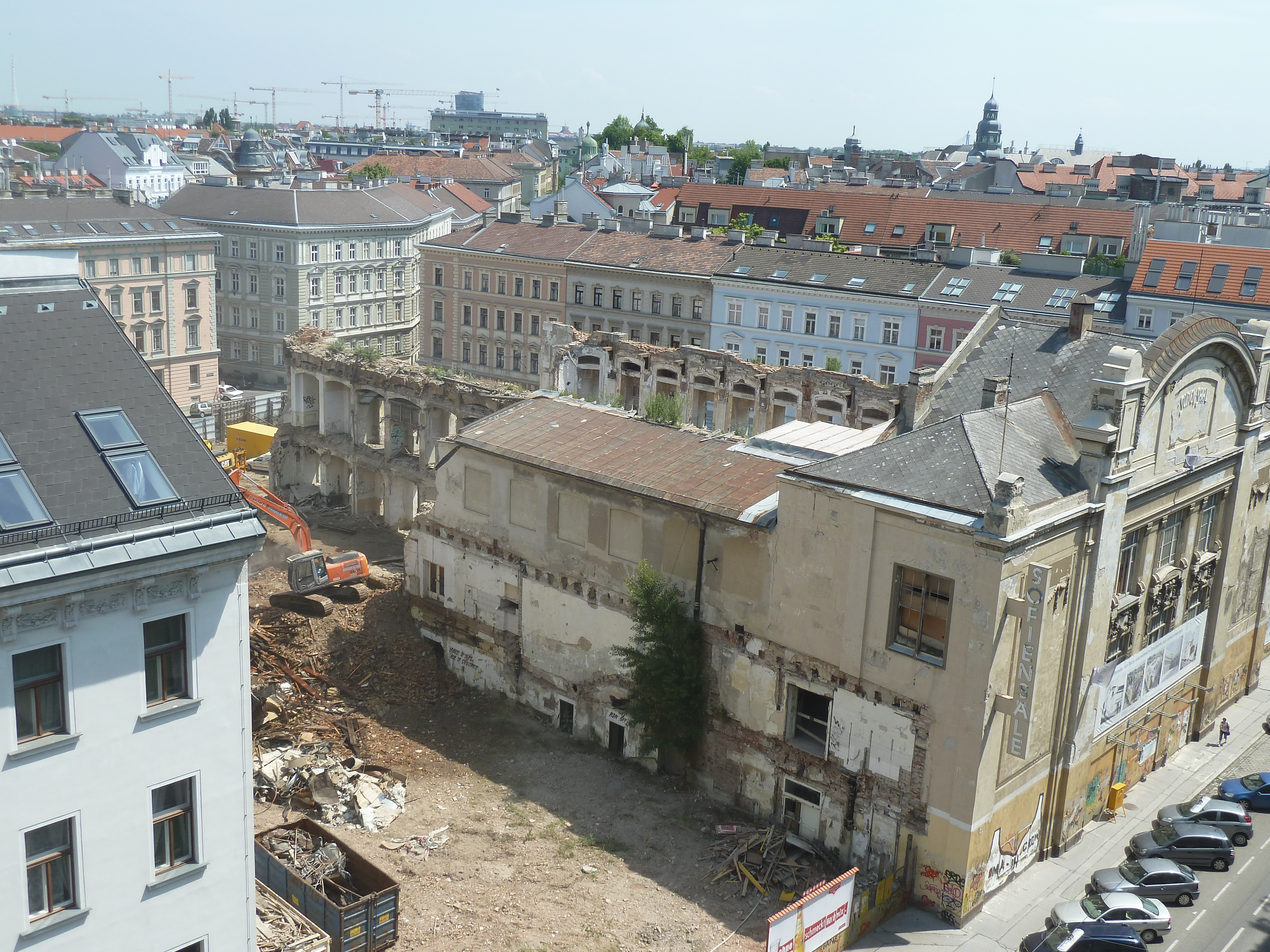
Sofiensaal-Ruine von oben aus der Marxergasse 24

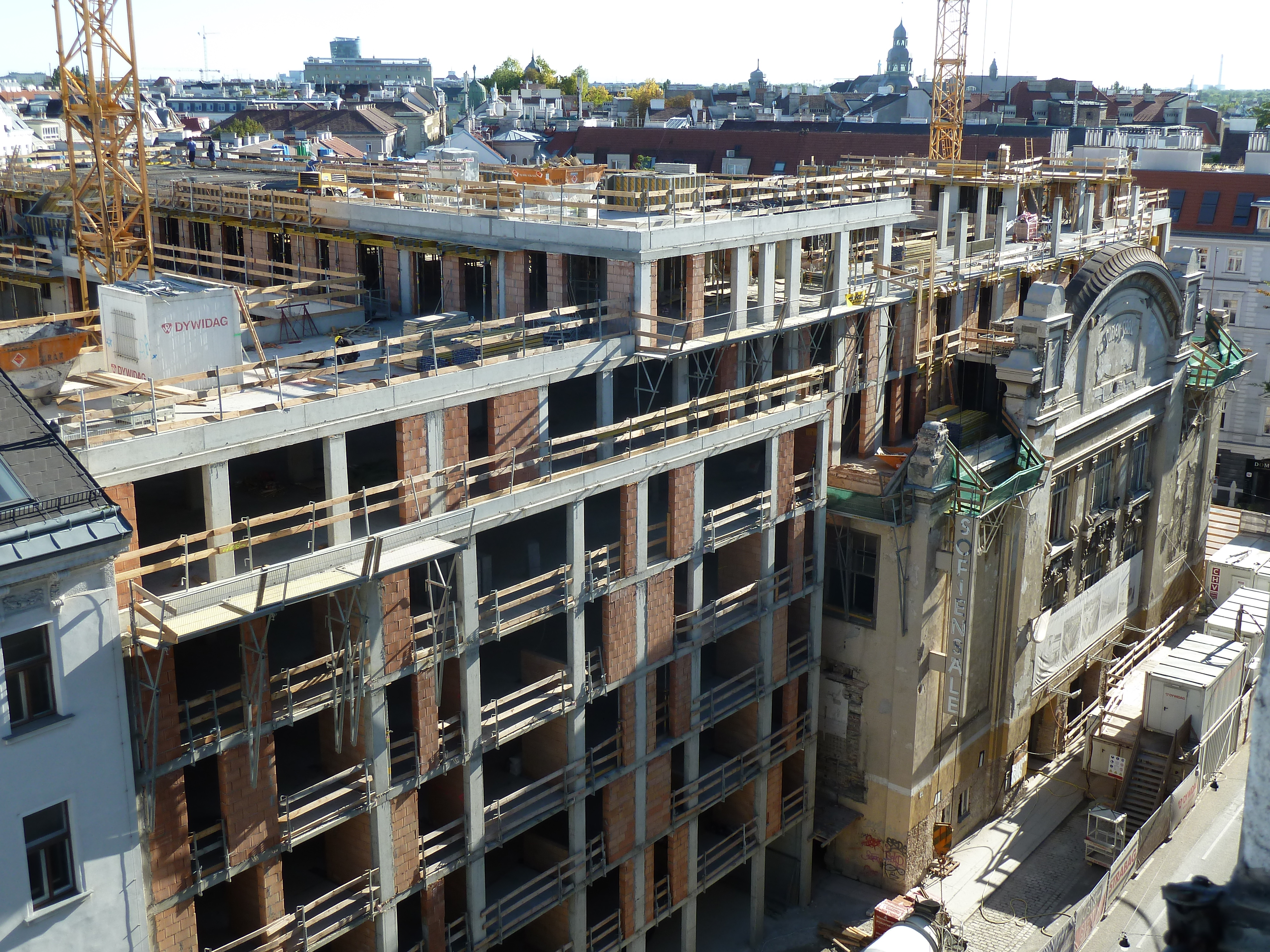
Sofiensaal Neubau 2012

Am 16. August 2001 wurden die Sofiensäle durch einen Brand schwer beschädigt. Auslöser waren Flämmarbeiten an der Dachkonstruktion, wobei sich der hölzerne Dachstuhl entzündete. Die Säle brannten vollständig aus, die Dachkonstruktion stürzte ein. Als Brandruine blieben Reste der Außenmauern, das Foyer und drei Seitenwände des Großen Saales übrig.
Die Sofiensäle standen unter Denkmalschutz, auch die Brandruine, weshalb der Abriss vom Bundesdenkmalamt nicht gestattet wurde. Der Eigentümer, Julius Eberhardt, plante die Errichtung eines Hotels und wünschte daher den vollständigen Abriss der Brandruine, da die Einbindung der Fassadenteile in das neue Hotel laut ihm nicht wirtschaftlich umsetzbar wäre. Der Streit zwischen Eberhardt und Bundesdenkmalamt beschäftigte die Justiz.
Am 27. Jänner 2006 erwarb die der Stadt Wien nahestehende Immobilienfirma ARWAG das 12.000 Quadratmeter große Grundstück samt Brandruine und versprach eine denkmalgerechte Sanierung. Im Juli 2008 wurde beschlossen, dass die Sofiensäle in ein Hotel umgebaut werden sollten. Der denkmalgeschützte Saal und der Stiegenaufgang sollten renoviert und ins Hotel integriert werden. Im August 2009 wurde bekannt, dass die Pläne zum Umbau in ein Hotel mangels Interessenten aufgegeben wurden.
Zum neunten Jahrestag des Brandes im August 2010 erneuerte die Bürgerinitiative Rettet die Sofiensäle ihre Forderung nach Errichtung eines Kulturzentrums, da Wien diesen zentral gelegenen, multifunktionalen Veranstaltungsort dringend benötige. Das 2004 ins Spiel gebrachte Johann-Strauss-Zentrum für klassische Musik solle ebenfalls in den Sofiensälen etabliert werden.

## Neubau, eröffnet 2013
Der nächste Eigentümer, die IFA AG, eine Tochterfirma der Soravia Group, schaffte von 2010 an die Verbindung von Denkmalschutz und neuer Nutzung. Der nach Angaben des Bauherrn 50 Millionen Euro erfordernde Neubau, bestehend aus 47 geförderten und 21 frei finanzierten Wohnungen, dem großen Saal und der historischen Hauptfassade sowie Restaurant (seit Februar 2014), Hotel und Fitnesscenter (beide seit März 2014) sowie 125 Tiefgaragenplätzen, wurde von Architekt Albert Wimmer errichtet und am 2. Dezember 2013 offiziell eingeweiht. Mehr als 100 Investoren waren am Bauherrenmodell beteiligt.
Die Stadt Wien vergab 2 Millionen Euro Kulturförderung für ein angekündigtes Kulturprogramm im Haus. Dieses wurde nicht verwirklicht, die Gelder jedoch verwendet.
Bei der Eröffnung wurde auch an die wechselvolle Geschichte des Hauses erinnert, für die die Namen Johann Strauss, Arthur Schnitzler, Karl May, Heinrich Himmler, Bruno Kreisky, Willy Brandt als willkürlicher Auszug genannt wurden.